# Gerritjan Eggenkamp
Gerritjan Eggenkamp (Leiden, 14 de noviembre de 1975) es un deportista neerlandés que compitió en remo.
Participó en dos Juegos Olímpicos de Verano, obteniendo una medalla de plata en Atenas 2004, en la prueba de ocho con timonel, y el octavo lugar en Sídney 2000, en la misma prueba.

## Palmarés internacional
| Juegos Olímpicos | Juegos Olímpicos | Juegos Olímpicos | Juegos Olímpicos |
| Año              | Lugar            | Medalla          | Prueba           |
| ---------------- | ---------------- | ---------------- | ---------------- |
| 2004             | Atenas (Grecia)  | Medalla de plata | Ocho con timonel |